# Vật chất
Vật chất cùng với không gian và thời gian là những vấn đề cơ bản mà tôn giáo, triết học và vật lý học nghiên cứu. Vật lý học và các ngành khoa học tự nhiên nghiên cứu cấu tạo cũng như những thuộc tính cụ thể của các dạng thực thể vật chất khác nhau trong thế giới tự nhiên. Các thực thể vật chất có thể ở dạng từ trường (cấu tạo bởi các hạt trường, thường không có khối lượng nghỉ, nhưng vẫn có khối lượng toàn phần), hoặc dạng chất (cấu tạo bởi các hạt chất, thường có khối lượng nghỉ) và chúng đều chiếm không gian. Với định nghĩa trên, các thực thể vật chất được hiểu khá rộng rãi, như một vật vĩ mô mà cũng có thể như bức xạ hoặc những hạt cơ bản cụ thể và ngay cả sự tác động qua lại của chúng. Đôi khi người ta nói đến thuật ngữ phản vật chất trong vật lý. Đó thực ra vẫn là những dạng thức vật chất theo định nghĩa trên, nhưng là một dạng vật chất đặc biệt ít gặp trong tự nhiên. Mọi thực thể vật chất đều tương tác lẫn nhau và những tương tác này cũng lại thông qua những dạng vật chất (cụ thể là những hạt tương tác trong các trường lực, ví dụ hạt photon trong trường điện từ).

## Các tính chất cơ bản

### Khối lượng
Khối lượng là một thuộc tính cơ bản của các thực thể vật chất trong tự nhiên.

### Quán tính
Theo lý thuyết của Isaac Newton mọi vật có khối lượng đều có quán tính (định luật 1 và 2 của Newton, xem thêm trang cơ học cổ điển), do đó cũng có thể nói mọi dạng thực thể của vật chất trong tự nhiên đều có quán tính.

### Năng lượng
Năng lượng là một thuộc tính cơ bản của tất cả các thực thể vật chất trong tự nhiên.
Theo lý thuyết của Albert Einstein mọi vật có khối lượng đều có năng lượng (công thức E=mc², xem thêm trang lý thuyết tương đối), do đó cũng có thể nói mọi dạng thực thể của vật chất trong tự nhiên đều có năng lượng.
Công thức ΔE=Δmc² không nói rằng khối lượng và năng lượng chuyển hóa lẫn nhau. Năng lượng và khối lượng đều là những thuộc tính của các thực thể vật chất trong tự nhiên. Không có năng lượng chuyển hóa thành khối lượng hay ngược lại. Công thức Einstein chỉ cho thấy rằng nếu một vật có khối lượng là m thì nó có năng lượng tương ứng là E=mc². Trong phản ứng hạt nhân, nếu khối lượng thay đổi một lượng là Δm thì năng lượng cũng thay đổi một lượng tương ứng là ΔE. Phần năng lượng thay đổi ΔE có thể là tỏa ra hay thu vào. Nếu là tỏa ra thì tồn tại dưới dạng năng lượng nhiệt và bức xạ ra các hạt cơ bản.

### Lưỡng tính sóng-hạt
Lưỡng tính sóng-hạt là một đặc tính cơ bản của vật chất, thể hiện ở điểm mọi vật chất di chuyển trong không gian đều có tính chất như là sự lan truyền của sóng tương ứng với vật chất đó, đồng thời cũng có tính chất của các hạt chuyển động.
Cụ thể, nếu một vật chất chuyển động giống như một hạt với động lượng p thì sự di chuyển của nó cũng giống như sự lan truyền của một sóng với bước sóng λ là:
λ = h/p
với:
- h là hằng số Planck.

Các hạt có động lượng càng nhỏ thì tính sóng thể hiện càng mạnh. Ví dụ electron luôn thể hiện tính chất sóng khi nằm trong nguyên tử, và cũng bộc lộ tính chất di chuyển định hướng như các hạt khi nhận năng lượng cao trong máy gia tốc. Ánh sáng có động lượng nhỏ và thể hiện rõ tính sóng như nhiều bức xạ điện từ trong nhiều thí nghiệm, nhưng đôi lúc cũng thể hiện tính chất hạt như trong hiệu ứng quang điện.

### Tác động lên không thời gian

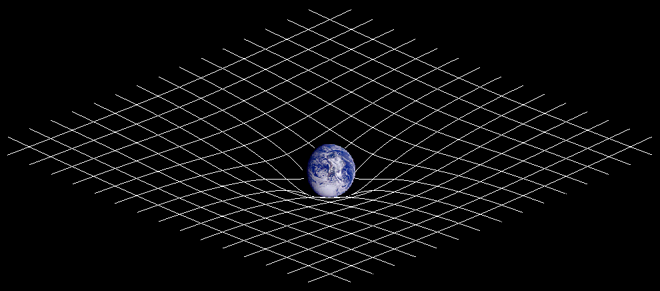
Hình ảnh hai chiều về sự biến dạng của không thời gian. Sự tồn tại của vật chất làm biến đổi hình dáng của không thời gian, sự cong của nó có thể được coi là hấp dẫn.

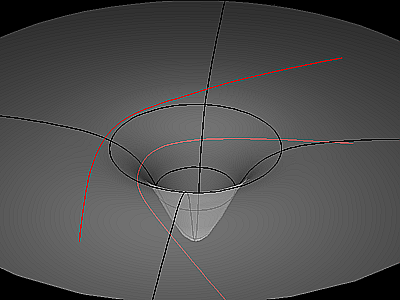
Trong lý thuyết tương đối rộng, các khối lượng làm cong không gian xung quanh nó. Hệ quả của sự cong này tạo ra lực quán tính, giống như hệ quả của hai vật thể hút nhau bằng lực hấp dẫn.

Vật chất, theo thuyết tương đối rộng, có quan hệ hữu cơ - biện chứng với không-thời gian. Cụ thể sự có mặt của vật chất gây ra độ cong của không thời gian và độ cong của không thời gian ảnh hưởng đến chuyển động tự do của vật chất. Không thời gian cong có những tính chất hình học đặc biệt được nghiên cứu trong hình học phi Euclid. Trong lý thuyết tương đối rộng, lực hấp dẫn được thay bằng hình dáng của không thời gian. Các hiện tượng mà cơ học cổ điển mô tả là tác động của lực hấp dẫn (như chuyển động của các hành tinh quanh Mặt Trời) thì lại được xem xét như là chuyển động theo quán tính trong không thời gian cong.
Một luận thuyết cho rằng vật chất là do các nguyên tử chịu tác động của sự rung động (vibration), hay chuyển động (motion), ở tần số hay vận tốc cao sinh từ trường (electro-magnetism) gây kết dính mà thành. Tất cả các dạng chất rắn, chất lỏng, chất khí; hay các dạng năng lượng như âm thanh, ánh sáng; cũng đều được tạo ra bằng các sóng rung động như thế. Albert Einstein đã phát biểu rằng: "Everything in life is vibration" (mọi thứ trên đời đều là rung động).

## Vật chất tối

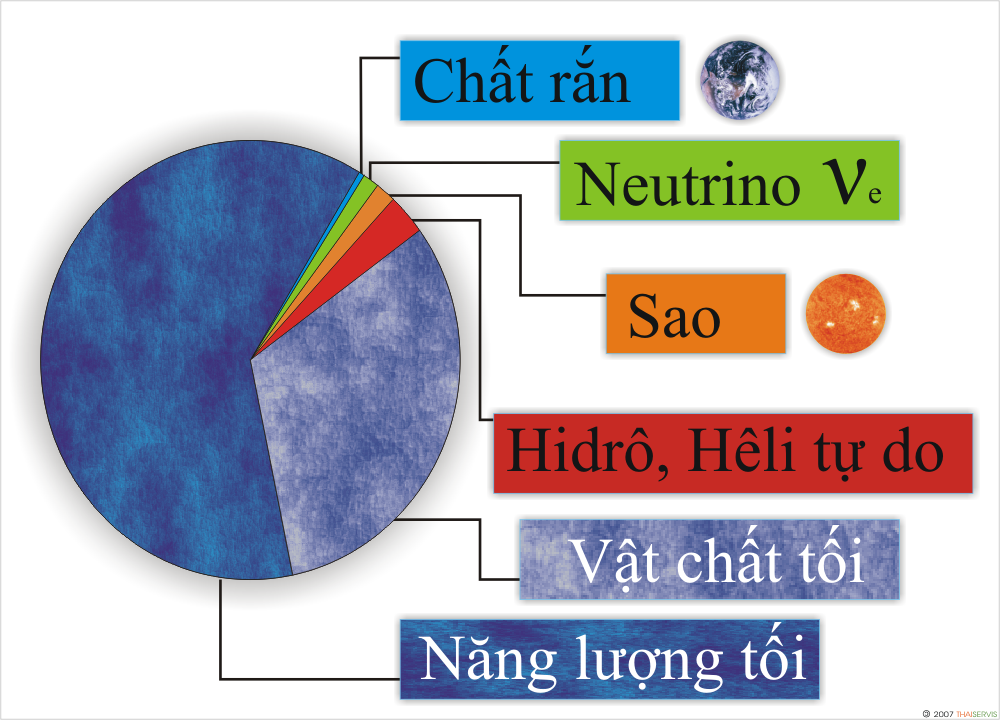
Hình dung về tỷ lệ thành phần vũ trụ: năng lượng tối 73%, vật chất tối 23%, khí Hydro, Heli tự do, các sao, neutrino, thành phần chất rắn và các phần còn lại 4%

Vật chất tối là phần vật chất mà con người chưa thể quan sát, cân đo được mà chỉ biết đến nó thông qua tác động tới những vật thể khác.
Có những tính toán cho thấy vật chất tối chiếm phần lớn khối lượng của các thực thể vật chất trong vũ trụ.

## Phản vật chất
Phản vật chất cũng là vật chất, nhưng cấu thành bởi các phản hạt... Năm 1928, trong khi nghiên cứu kết hợp thuyết lượng tử vào trong thuyết tương đối rộng của Albert Einstein, Paul Dirac đã phát hiện ra rằng các tính toán không phản đối chuyện tồn tại các hạt cơ bản đặc biệt, có hầu hết mọi đặc tính cơ bản như các hạt cơ bản thông thường, nhưng mang điện tích trái dấu. Từ đó hình thành nên giả thiết tồn tại các hạt phản vật chất. Theo tính toán, nếu một hạt phản vật chất gặp (tương tác) hạt vật chất tương ứng, chúng sẽ nổ tung và tỏa ra 1 năng lượng rất lớn, theo phương trình Einstein.